# 新油川信號場
新油川信號場 （日语：／ Shin-aburakawa shingōjō */?）是一由東日本旅客鐵道（JR東日本）所使用的信號場，位於日本青森縣青森市。用來管理進出津輕線的列車運行，亦包括行經海峽線的列車。它的設立正正就是因應海峽線的開幕，為加大路軌的流量及效率而新加設的信號場。

## 車站構造
信號場設於由青森站起點約4.4公里處，設有3條軌道。中間為避車線，左右兩邊分別為上行及下行的安全側線。所有需要避車的列車及所有貨運列車，都會安排於中間路軌停車，而所有超前的列車，則會利用左右兩邊的安全側線通過。至於兩邊客運列車交換軌道，則先各自駛入相關的安全側線，再等待訊號指示。

## 歷史
- 1988年3月13日：因應海峽線通車而新設的鐵路設施，由JR東日本管理。

## 相鄰車站
東日本旅客鐵道
津輕線
青森－新油川信號場－油川